# Plasmarc
Der Plasmaofen Plasmarc im Zwischenlager Würenlingen (Schweiz) ist eine Anlage, in der leicht radioaktive Abfälle mit einem Hochleistungs-Plasmabrenner bei einigen tausend Grad Celsius thermisch zersetzt und eingedampft werden. In einem Schmelzprozess werden Reststoffe mit Altglas verschmolzen, um sie chemisch zu immobilisieren. Ziel dieses Verfahrens ist es, einen Abfallkörper herzustellen, der chemisch stabil und schwer auslaugbar ist, um eine sichere Lagerung in geologischen Formationen zu ermöglichen. Zudem ermöglicht dieses Verfahren eine durchschnittliche Reduktion des Abfallvolumens um den Faktor fünf bis 20.

## Einführung
In der Schweiz sind die Verursacher radioaktiver Abfälle für deren Entsorgung verantwortlich. Das Gesetz schreibt die dauerhafte und sichere Entsorgung durch Endlagerung vor. Die Verarbeitung (Konditionierung) der Abfälle in eine endlagerfähige Form wird durch den Verursacher vorgenommen.
Dazu gründeten die vier Kernkraftwerk-Betreiber (BKW, KKG, KKL, NOK) die Zwilag.
Im ZZL wird unterschieden zwischen hochradioaktiven sowie mittel- bis schwachradioaktiven Abfällen.
Das Lager für die hochradioaktiven Abfälle hat Platz für 200 Behälter zu je rund 100 Tonnen Gewicht. Derzeit enthält es 20 Behälter, 13 mit abgebrannten Brennelementen, 7 mit verglasten Abfällen aus der Wiederaufarbeitung im Ausland.
Neben den hochaktiven Abfällen fallen pro Jahr rund 300 Fässer schwach- bis mittelaktiver Abfall aus den Kernkraftwerken sowie aus Forschung und Medizin an. Zusätzlich besteht ein Lager für 1.000 Fässer leichtradioaktiven Abfall, das derzeit mit 600 Stück belegt ist.

## Anlagenbeschreibung
Da die Schweiz noch nicht über ein Endlager verfügt, und die Kapazität im ZWILAG endlich ist, entschloss sich die Trägerschaft zum Bau einer Konditionierungsanlage sowie einer kombinierten Verbrennungs- und Schmelzanlage.
Nach einem sechs Jahre dauernden Bewilligungsverfahren konnte Ende August 1996 die Baubewilligung erteilt werden. Im Frühjahr 2000 wurde der erste Bauabschnitt abgeschlossen.
Am 6. März 2000 erteilte der damalige Bundespräsident Adolf Ogi die Betriebsbewilligung für die Konditionierungs- und V&S-Anlage. Alles funktionierte praktisch auf Anhieb, nur das weltweit einzigartige High-Tech-Gerät erlitt eine Kinderkrankheit nach der anderen. Erst nach Millionen-schweren Nachinvestitionen konnte der Plasmaofen in Betrieb genommen werden. Erschwerend wirkte sich aus, dass die Lieferfirma bankrottging und die automatische Fassbeschickung komplett erneuert werden musste.
Im Folgenden konzentriert sich diese Arbeit nur noch auf die V&S-Anlage.

## Ziel der Anlage
Die Intention für den Bau und den Betrieb der Verbrennungs- und Schmelzanlage ist analog zu der einer konventionellen Müllverbrennungsanlage. Dabei handelt es sich um ein thermisches Verfahren, bei dem Müll verbrannt wird. Hierbei wird das Volumen des Abfalls stark reduziert. Weiterhin wird auch die Masse verringert, da ein nicht unwesentlicher Teil des Mülls als Abgas emittiert wird.
Bei der V&S-Anlage handelt es sich um eine Pyrolyse. Als primäre Energiequelle kommt ein Plasmabrenner zum Einsatz. Dabei handelt es sich um einen „elektrisch stabilisierten Blitz“ in einer Gasatmosphäre, der zwischen zwei Elektroden, von denen das eine das zu behandelnde Gut sein kann, erzeugt wird.
Eine Plasmaflamme erreicht Temperaturen von 15.000 bis 20.000 °C. Der wassergekühlte 1200-kW-Plasmabrenner erzeugt einen Lichtbogen, der von einer 5 bis 15 cm dicken Flamme mit einer Temperatur von ca. 5.000 °C umgeben ist. Als Plasmagas wird Stickstoff eingesetzt.
Nicht zu vergessen ist, dass man Radioaktivität nicht vernichten kann. Die anfallende Abfallasche bzw. Schlacke/Schmelze bleibt radioaktiv. Sie wird in der Glasmatrix immobilisiert und in Stahlkokillen abgegossen, welche dann in Endlagerfässer überführt werden.
Primär wird eine Volumenreduktion von bis zu 80 % erreicht. So wurden in der letzten Kampagne 191 Fässer auf nur noch 31 Fässer reduziert.
Die Verbrennungs- und Schmelzanlage wurde für einen Durchsatz von rund 200 kg/h brennbarer oder 300 kg/h schmelzbarer Abfälle ausgelegt. Vorgesehen sind jährlich 2 Kampagnen à ca. 600 Stunden in vierschichtigem Betrieb. Das erwartete jährliche Abfallaufkommen beträgt ca. 150 t brennbaren und 50 t schmelzbaren Abfalls.

## Verfahren
Das Herz der PLASMARC® Verbrennungs- und Schmelzanlage (V&S-Anlage) ist ein Drehherdofen mit einem Plasmabrenner, sowie nachgeschalteter Abluftreinigungsanlage. Diese Ausführungsform erlaubt, in einer einzigen Anlage brennbare und flüssige Abfälle thermisch zu zersetzen, sowie Metalle einzuschmelzen.
Der Ofen besteht aus einem 4 m hohen zylindrischen Gebilde von 3 m Durchmesser, mit den zwei Hauptbestandteilen Deckel und Drehherd.
Auf dem Deckel sind Öffnungen für die Beschickungseinrichtung (Schleuse Fassdreheinrichtung), die Flussmittel-Beschickung, den Plasma-Brenner und den Hilfs-Leichtölbrenner, den Putzlanzenmanipulator für die Abgussöffnung, die Kameras und die Sauerstoffjets angebracht.
Eine zusätzliche Öffnung dient als Mannloch. Der Deckel wird mit einer Isolationsschicht aus Sinterkorund-Chromoxid-Hochbrandstein ausgekleidet, um das Schmelzen oder eine Korrosion des Kessels zu verhindern.
Der Drehherd wird um seine Achse gedreht, um die Abfälle unter den stationären Plasmabrenner zu bringen, und um die Schmelze vor dem Abgießen, von der zentral gelegenen Abgussöffnung, an die Zentrifugenwand hin zu verlagern.

## Ofenbetrieb
Die Ofenanlage wird erst in Betrieb genommen, wenn auch die Rauchgasreinigung betriebsbereit ist.
Der Ofen wird langsam mit dem Hilfsbrenner auf Temperatur gebracht, um die Auskleidung zu schonen. Nach dem Verschluss der zentralen Bodenöffnung werden die Zuschlagstoffe in den Ofen gebracht. Für die Verglasung der Verbrennungsrückstände werden die Zuschlagstoffe Siliciumdioxid und Calciumoxid aus 200-Liter-Fässern durch die horizontale Fassbeschickung in den Drehherd eingebracht und mit dem Plasmabrenner geschmolzen. Als Flussmittel können geringe Mengen Natriumoxid zugesetzt werden, die Zudosierung erfolgt durch eine Zellenradschleuse.

### Ofenbeschickung
Die Fässer werden zunächst einzeln in die vertikale Beschickungsschleuse eingeführt. Dort erfolgt das Anstechen der Fässer, bevor sie in die Horizontale gedreht und in Richtung des Ofens transportiert werden. Ein Propanbrenner zerteilt die Fässer in Scheiben, die dann portionsweise in die rotierende Glasschmelze fallen. In diesem Prozessschritt gelangen die Abfälle unter den Plasmabrenner, wo sie durch Pyrolyse zersetzt und in Reststoffe und Gase aufgespalten werden. Die entstehenden Gase werden zur Abluftbehandlungsanlage geleitet.
Fässer mit flüssigem Inhalt werden ausserhalb der Beschickungsschleuse an eine Pumpenvorrichtung angeschlossen und direkt in den Drehherd eingespritzt. Leere Fässer werden auf dieselbe Weise wie volle Fässer behandelt.

#### Schmelze Entleerung
Sobald der Ofen einen Inhalt von 800–850 Litern erreicht hat, wird das Abgiessen eingeleitet. Die Drehzahl des Drehherds wird dafür stark erhöht und der Bodenverschluss geöffnet. Das Abfliessen der Schmelze wird durch die Reduktion der Drehzahl eingeleitet und reguliert. Während die Schmelze durch die Kammer hindurch in die Kokille fliesst, werden die Pyrolysegase seitlich abgezogen und der Nachbrennkammer zugeführt. Die Abgusskammer hat wassergekühlte Doppelwände. Des Weiteren hat die Abgusskammer zwei Schleusen, um beim Kokillenwechsel eine Kontamination zu verhindern. Wenn eine Kokille voll ist (ca. 140 Liter) wird die Drehzahl erhöht und eine neue Kokille eingeschleust. Die gefüllte Kokille wird in die Ausgangsschleuse gebracht und nach einer gewissen Spülzeit, nachdem sich eine starre Schicht auf der Schmelze gebildet hat, in den abgeschirmten Kühltunnel transportiert. Nach einer Aufenthaltszeit von etwa 24 Stunden im Tunnel ist die Temperatur des Abgusses durch Luftkühlung auf unter 50 °C abgesunken.
Nach dem Abkühlen werden die Kokillen aus den Kühlgefässen gezogen und in mit Beton ausgekleidete 200-Liter-Endlagergebinde eingesetzt. In der Sandverfüllstation werden die restlichen Hohlräume im Endlagergebinde mit Sand aufgefüllt. Die Gebinde werden automatisch verschlossen und gelangen nach einer automatischen Dosisleistungs- und Kontaminationsmessung zum Fassausgangslager.

### Rauchgasreinigung
Die Anlage zur Behandlung des Rauchgas ist vergleichbar mit jenen aus konventionellen Müllverbrennungsanlagen.
Die Rauchgase der Verbrennungsanlage werden zuerst in der Nachbrennerkammer vollständig oxidiert. Anschliessend durchlaufen sie den Abhitzekessel. Die dabei gewonnene Energie wird zur Aufheizung anderer Komponenten verwendet.

#### Quench
Das Quench genannte Bauteil, das zur Absorption von Schadstoffen und Wärme dient, besteht aus einem vertikal aufgestellten Stahlzylinder. Die heißen Rauchgase werden im oberen Bereich eingeleitet und mit zerstäubtem Wasser weiter gekühlt. Das Quench-Wasser nimmt aktive Stoffe wie Cäsium-, aber auch Schadstoffe wie Zink-, Chlor- und Fluor-Verbindungen auf.

#### Säurewäscher
Im Säurewäscher, einer Füllkörperkolonne, werden die Abgase im Gegenstrom eingeleitet, wo die säurelöslichen inaktiven und aktiven Schadstoffe abgeschieden werden.

#### Entstaubung
Im Elektrofilter werden Aerosole und Staubpartikel, welche noch in den Abgasen vorhanden sind, abgeschieden. Die feinsten Partikel, die noch den Nasselektrofilter durchströmen, werden in zwei HEPA-Filtern abgeschieden.
Nach diesen Reinigungsstufen sollten – bis auf radioaktiven Kohlenstoff – keine radioaktiven Substanzen mehr in der Abluft vorhanden sein. Die nachfolgenden Komponenten sind gänzlich nur noch für die Abscheidung bzw. Umwandlung inaktiver Schadstoffe im Einsatz.

#### Entschwefelung
Schwefeldioxid wird im alkalischen Gaswäscher vom Abgas getrennt. Das Abgas wird im Gegenstrom durch eine Waschstufe geführt. Das Schwefeldioxid reagiert mit leicht basischem Wasser. Dieses Verfahren stellt eine Rauchgasentschwefelung dar. Die folgenden Gebläse erzeugen einen Unterdruck im Plasmaofen.

#### DeNOx
Nach dem Gebläse werden die Abgase in einem Rohrwärmeübertrager auf 320 °C erhitzt. Von dort gelangen die Abgase in eine Mischkammer, in welcher die Abgase mit Ammoniak versetzt werden. In der DeNOx-Anlage werden die Stickoxide in Anwesenheit von Ammoniak und eines Katalysators zu Stickstoff reduziert.
Das Abgas wird dann über einen 35 m hohen Kamin ausgestossen.

### Abfallprodukte und Reststoffe
Die bei der Abluftbehandlung anfallenden Abwässer werden in einem Puffertank gesammelt. Dort wird durch Zugabe von Zeolithen ein Teil des radioaktiven Cäsiums gebunden. Die flüssige Phase wird in einen zweiten Puffertank gepumpt und mit Natriumhydroxid neutralisiert. Beide Behälter sind mit Dosierungseinrichtungen ausgestattet um Schwermetalle zu fällen. Das Abwasser wird anschliessend filtriert. Der anfallende Filterkuchen wird wieder in die Verbrennung gegeben. Das Filtrat wird über eine Ionentauscherkolonne geführt und anschliessend in einer Destillationskolonne eingedampft. Die beladenen Ionentauscherharze werden ebenfalls wieder in der V&S-Anlage behandelt.
Das anfallende Destillat dient als Prozesswasser in der Verbrennungsanlage. Die HEPA-Filterelemente werden in 200-Liter-Fässer abgefüllt und gleichfalls der V&S-Anlage zugeführt.
Weiterhin fallen ca. 50 m3a−1 Natriumchlorid-Lösung an, welche nach erneuter Reinigung (Zentrifugierung, Eindampfung) und Kontrollmessung auf Radioaktivität in der Konditionierungsanlage via Vorfluter dem PSI-Abwassersystem der Umwelt abgegeben wird.

## Kritik
Der Regionalverband Südlicher Oberrhein des BUND kritisiert das Verfahren und beruft sich dabei auf einen Bericht im Tages-Anzeiger vom 24. Februar 2005.